# Super Bowl XLII
Super Bowl XLII var en match i amerikansk fotboll mellan mästarna för National Football Conference (NFC), New York Giants och mästarna för American Football Conference (AFC), New England Patriots för att avgöra vilket lag som skulle bli mästare för säsongen 2007 av National Football League (NFL). Giants besegrade Patriots med 17–14. Matchen spelades 3 februari 2008 på University of Phoenix Stadium i Glendale, Arizona